# Nanteuil-sur-Marne
Nanteuil-sur-Marne é uma comuna francesa localizada na região administrativa da Île-de-France, no departamento Sena e Marne. A comuna possui 346 habitantes segundo o censo de 1990.